# …And Death Smiled
 (juillet 2018).
Si vous disposez d'ouvrages ou d'articles de référence ou si vous connaissez des sites web de qualité traitant du thème abordé ici, merci de compléter l'article en donnant les références utiles à sa vérifiabilité et en les liant à la section « Notes et références ».
Albums de Alastis
The Just Law
(1992) The Other Side
(1997)
…And Death Smiled est le deuxième album du groupe Suisse Alastis, sorti sur le label Adipocere Records en 1995.

## Liste des titres
1. From The U.W. 1:28
2. Through Your Torpor 2:06
3. Let Me Die 3:37
4. Evil 4:27
5. By Thy Name 5:00
6. Schizophrenia (Mental Suicide) 2:18
7. March For Victory 3:23
8. Your God 3:48
9. Last Wishes 1:52
10. The Psychopath 4:35
11. Messenger Of The U.W. (Second Act) 4:44

## Composition du groupe
- War D. : Guitare, Chant
- Acronoïse : Batterie
- Rotten : Basse
- Waldemar Sorychta : Claviers, Guitare Acoustique